# مسجد جامع گلپایگان
مسجد جامع گلپایگان از مساجد مهم تاریخی دوران سلجوقی و از مساجد بزرگ ایران زمین است که با توجه به تاریخ ساخت آن شاید بتوان گفت معماری ایرانی - اسلامی این مسجد الگویی بوده‌است برای ساخت مسجدهای بزرگ دیگر به ویژه مناطقی که در قلمرو حکومت سلجوقیان بودند. این مسجد در شهر گلپایگان و خیابان مسجد جامع قرار گرفته‌است.

## تاریخ بنای مسجد جامع گلپایگان
مسجد جامع گلپایگان در سال ۵۰۸ هجری قمری، در دوران حکومت ابوشجاع محمدبن ملکشاه سلجوقی بنا شده‌است.
پیش از آن به استناد نام ابوشجاع که در کتیبه دور گنبد است، زمان ساخت مسجد گلپایگان را بین سال‌های ۴۹۷ تا ۵۱۲ هجری قمری، یعنی دوران حکومت وی، می‌دانستند تا این که باستان شناسان با خواندن کتیبه‌های محراب دریافتند که بخشی از کتیبه‌ها در زیر کف شبستان مسجد است و به احتمال قوی تاریخ بنا هم روی آن نوشته شده‌است. چنین بود که تاریخ دقیق ساخت مسجد روشن شد.
مسجد جامع گلپایگان به دستور ابونصر ابراهیم بن محمد بن ابراهیم بابا عبدالملک ساخته شده و نام این شخص در ۲ جای مسجد، یکی در کتیبه دور گنبد و دیگری در حاشیه محراب درج شده‌است.

## معماری مسجد
این مسجد را یک معمار قزوینی به نام ابوعمر بن محمد القزوینی (معروف به بواسار کسرار) ساخته و نام او نیز در بالای محراب در زیر کتیبه دور گنبد، در ۲ سطح نقش بسته‌است.
از دیگر آثاری که نام سلطان ابوشجاع محمد بن ملکشاه سلجوقی به یادگار روی آن‌ها نقش بسته‌است، عبارتند از:
منار مسجد جامع ساوه به تاریخ ۵۰۴ هجری، مسجد جامع قزوین به تاریخ ۵۰۸ هجری، ۲ حجره در مسجد جامع دیار بکر ترکیه به تاریخ ۵۱۱ هجری و دیوار روبه روی شبستان مسجد اموی در دمشق به تاریخ ۵۰۳ هجری قمری.
وقتی تاریخ ساخت مسجد گلپایگان را با تاریخ ساخت مسجدهایی دیگر که در دیار بکر، سوریه، قزوین و ساوه می‌سنجیم، می‌فهمیم که در یک دوره کوتاه چند ساله از سال ۵۰۳ تا ۵۱۱ هجری قمری چند مسجد در دوره حکومت سلجوقی و مناطق دور از هم بنا شده‌است که با توجه به این نکته از یک سو در می‌یابیم که حکومت‌ها، در طول تاریخ، برای کسب مشروعیت و نشان دادن اقتدار و گستردگی قلمرو خود به مسجد به عنوان یک رکن اساسی نگریسته‌اند. از سوی دیگر شاید بررسی‌های دقیق در شیوه معماری این مسجدها تشابهات قابل توجهی را نشان دهد.

## کتیبه‌های مسجد
این مسجد دارای صحن و شبستان وسیع و گنبد بزرگ آجری می‌باشد و متعلق به زمان محمد بن ملکشاه سلجوقی می‌باشد. ازخصوصیات مسجد و گنبد آن دارا بودن کتیبه‌های آجری متعدد و تزئینات فراوان دوره سلجوقی است. در متن کوفی گنبد، نام محمد بن ملک شاه خوانده می‌شود و اطراف محراب بزرگ زیر گنبد در متن کتیبه‌ای نام بانی آن بنای عظیم را، ابونصربن محمد بن ابراهیم آورده‌اند. همچنین بر بدنه‌های مختلف شبستان نام بزرگان دین و جملات مذهبی را به خط کوفی آجری نوشته‌اند.
در زمان فتحعلی شاه قاجار شبستان‌های ساده طرفین گنبد و بناهای شرقی و غربی مسجد را احداث نموده و بر ساختمان‌های گنبد عهد سلجوقی افزوده‌اند.
ساختمان گنبد عهد سلجوقی متعلق به اوایل قرن ششم هجری قمری است. صحن مسجد جامع گلپایگان بدون احتساب هشتی‌ها، حجره‌ها و رواق‌ها حدود ۱۶۰۰ متر مربع مساحت دارد و ارتفاع گنبد مسجد ۲۲ متر و ابعاد گنبد از داخل ۱۲ در ۱۲ متر است.
یک حوض آب بزرگ و کم عمق نیز در وسط صحن مسجد قرار دارد که علاوه بر مکانی برای وضو گرفتن نمازگزاران بر زیبایی این مسجد افزوده‌است.

## مسجد جامع گلپایگان و شکارچیان گنج

مسجد جامع گلپایگان پیش از تعمیر سال ۱۳۱۰ ه‍. ش

سر در مسجد گلپایگان از سمت داخل محوطه رو به صحن با آجرهای آبی رنگ با جمله «یا علی» به صورت زیبایی مزین شده و شبستان اصلی مسجد جامع گلپایگان همچون سایر بناهای عصر سلجوقی فاقد کاشی کاری است.
در کتیبه‌های مسجد جامع گلپایگان که شرح نوشته‌ها به خط کوفی است، نام ابابکر صدیق، عمر بن خطاب، عثمان، علی ابن ابیطالب و طلحه و زبیر و عبدالرحمن بن عوف... آمده‌است.
البته بعدها عده‌ای خواسته‌اند در اصل کتیبه دست ببرند و جملاتی را در رد و لعن ابابکر و عمر و عثمان و… در کنار کتیبه افزوده‌اند و چند جا را خط زده‌اند.
محراب مسجد از دو بخش تشکیل شده‌است که در قسمت پایینی متصل به کف محراب و در قسمت بالای محراب کلمات «الله احد» و «الله صمد» به خط کوفی مشهود است.
آیاتی از قرآن کریم نیز در اطراف محراب بزرگ مسجد جامع گلپایگان به خط کوفی نقش بسته‌است.
شکارچیان گنج از جمله Lorenz korn و تیم همراهش (که به گلپایگان نیز آمده‌اند)، با شگفتی از کتیبه‌های مسجد جامع گلپایگان یاد کرده‌اند. (منبع: مقاله Schatzsuche unter der Moschee شکار گنج در مسجد)
مسجد جامع گلپایگان در تاریخ نهم مرداد سال ۱۳۱۲، به شماره ۱۹۱ در فهرست آثار ملی (ایران) ثبت شده‌است.
در سند مربوط به مسجد جامع گلپایگان چنین آمده است:
نمره ۱۷۵۳/۵۲۴۳۸
دولت شاهنشاهی ایران
وزارت معارف و اوقاف و صنایع مستظرفه
نظر به فصل اول قانون عتیقات مصوبه ۱۲ آبان ۱۳۰۹ شمسی،
نظر به فصل اول نظامنامه اجرای قانون عتیقات مصوبه ۲۸ آبان ۱۳۱۱ شمسی،
و نظر به پیشنهاد مدیر کل عتیقات ـ وزارت معارف مقرر می‌دارد:
بنای مسجد جامع گلپایگان که (...) بنای مرکزی آن در سلطنت محمد ولد ملکشاه سلجوقی (۴۹۸ و ۵۱۱ هجری قمری) / و قسمت‌های دیگر در زمان فتحعلی شاه قاجار ساخته شده‌است، تحت نمره ۱۹۱ جزو آثار ملی به ثبت برسد.
سند را مدیر کل عتیقات و وزیر معارف امضاء کرده‌اند.
در کتاب «مرآت البلدان» یا «مرآت ناصری» تألیف «محمد حسن خان اعتماد السلطنه»، از این مسجد تاریخی یاد شده‌است.
نویسنده کتاب مرآة البلدان دربارهٔ مسجد جامع گلپایگان نوشته است:
«گنبدی رفیع و ایوانی منیع داشته. حالا ایوان خراب و گنبد باقی است»

## دو پوش گنبد گاهی پیوسته و گاه گسسته است
دوپوش گنبد مسجد جامع گلپایگان مانند دوپوش گنبد مسجد جامع یزد و اغلب گنبدهای قرن هفتم به بعد، گسسته (و نه پیوسته) است.
دو پوش گنبد گاهی پیوسته و گاه گسسته است.
گنبدهای پیش از اسلام (و همچنین گنبدهایی مانند گنبد سلطانیه و گنبد مسجد شیخ لطف‌الله و گنبد خاگی مسجد جامع اصفهان)، دو پوش پیوسته است. چنان‌که گاهی دو پوسته بی هیچ واسطه‌ای به هم متصل می‌شده و گاهی هم فقط صندوقه یا کندو و شیاره‌ای میان آن‌ها فاصله بوده‌است.
در گنبدهای گسسته (مثل گنبد مسجد جامع گلپایگان)، گاهی دو پوسته در کلاله از هم فاصله می‌گیرند.
مسجد جامع گلپایگان در سال ۱۳۱۰ ه‍.ش به سرپرستی آندره گدار فرانسوی مرمت شده‌است.